# Зубков Микола Григорович
Мико́ла Григо́рович Зубко́в (нар. 6 липня 1949, Крюків) — український мовознавець, автор праць із мовознавства. Доцент кафедри українознавства філософського факультету Харківського національного університету ім. В. Н. Каразіна, методист I категорії Центру українських студій ім. Д. Багалія при ХНУ ім. В. Каразіна. Заслужений працівник освіти України (2009). Член ВО «Свобода» і КУІН. Викладач Київської школи української мови. Від 2014 р. лінґвоексперт Технічного комітету стандартизації науково-технічної термінології у НУ «Львівська політехніка» та відповідальний секретар редколегії Вісника НУ «Львівська політехніка» «Проблеми української термінології».
Підготовані Зубковим видання творів Тараса Шевченка (із нібито відновленими авторськими варіантами творів) отримали вкрай низьку оцінку фахівців: шевченкознавці відзначили граничну необізнаність упорядника з текстологією, а також із біографією Кобзаря, та, внаслідок цього, «спотворення Шевченкових текстів».

## Праці й публікації
- Сучасний український правопис (комплексний довідник). — 8-ме випр. й доп. вид.— Харків: «КримАрт», 2004, 352с. (ґриф Міносвіти і науки України Рекомендовано лист № 14/18.2-1454 від 17.07.02).
- Новий російсько-український словник із граматичними таблицями (навчальний). Літери А, Б та грам. табл. В. Калашник (понад 30 тис. слів).— Харків: «Торсінг», 1999, 672 с.
- Сучасний російсько-український, українсько-російський словник (понад 60 тис. слів).— Харків: Східний ін-т українознавства ім. Ковальських, УІС, 2000, 600 с.
- Російсько-український, українсько-російський словник.— 5-те випр. й допов. вид. (понад 65 тис. слів).— Харків: «Фоліо» «Бібліотека державної мови», 2001—2005, 622 с.
- Новітній російсько-український, українсько-російський словник+граматичний коментар (понад 50 тис. слів). — 3-тє випр. вид.— Харків: «Торсінг», 2005, 480 с. (ґриф Міносвіти і науки України Рекомендовано лист № 14/18.2-2274 від 02.12.02).
- Мова ділових паперів: комплексний довідник. — 4-те вид. «Фоліо», «Майдан»,— Харків, 1999—2002, 287с.
- Сучасне українське ділове мовлення (навч. посібник для вищих і середніх спец. навч. закладів)./ За ред.: В. Калашника й А. Нелюби. — 2-ге доп. вид.—Харків: «Торсінг», 2001-02, 384 с. (ґриф Міносвіти і науки України Рекомендовано лист № 2/102 від 15.01.01).
- Сучасна українська ділова мова (підручник для ВНЗ). /За ред.: В. Калашника й А. Нелюби. — 7-ме випр. вид. Харків: «Торсінг», 2002—2005, 448 с. (ґриф Міносвіти і науки України Допущено лист № 14/18.2-7 від 03.01.02).
- Упорядкування та післяслово до «Кобзаря» Т. Шевченка: Повна збірка.— Харків: ВД «Школа», — 7-ме вид. 2002—2008, 640 с.
- Заборонений Кобзар: вилучене (упорядкування, передмова, післяслово).— 5-те доп. вид.— Харків: «Оригінал», «Точка», «Форт», 2006—2011, 96 с.
- Диктанти з української мови для абітурієнтів (в авторській редакції) + правописний коментар. — 4-те випр. і доопр. вид. — Харків: «Торсінг», 2005, 224 с. (ґриф Міносвіти і науки України Рекомендовано лист № 14/18.2-37 від 08.01.03).
- Великий англо-український словник (понад 112 тис. слів).— Харків: «Фоліо», 2003, 800 с.
- Сучасний російсько-український, українсько-російський словник. (понад 65 тис. слів). — 3-тє випр. й доп. вид.— Харків: ВД «Школа», «Фоліо», 2003, 620с.
- Сучасний англо-український словник (понад 65 тис. слів). — 2-ге доп. вид.— Харків: ВД «Школа», 2003, 768 с.
- Modern english ukrainian dictionary (65 тис. слів).— Харків: ВД «Школа», 2003, 640 с. (ґриф Міносвіти і науки України Рекомендовано лист № 14/18.2-1632 від 13.10.03).
- English ukrainian dictionary (понад 65 тис. слів). Сучасна англійська лексика.— 3-тє вид.— Харків: «Фоліо» «Бібліотека державної мови», ВД «Школа», 2003—2006, 768 с.
- Українська мова (універсальний довідник).— 4-те випр. вид .— Харків: ВД «Школа», 2005—2009, 496 с. (ґриф Міносвіти і науки України Рекомендовано лист № 14/18.2-1632 від 13.10.03).
- Українська мова й література /Програми вступних іспитів до ВНЗ України в запитаннях (2003—2004 н/р).— Харків: «Торсінг», 2004, 224 с.
- Українська мова й література /Ілюстрований довідник абітурієнта на 2003—2004 н/р.— Харків: «Торсінг», 2004, 512 с. (ґриф Міносвіти і науки України Рекомендовано лист № 1/11-394 від 02.02.04).
- Сучасний російсько-український, українсько-російський словник. — 3-тє випр. й доп. вид. (близько 90 тис. слів).— Харків: «Ранок», «Веста», 2003—2005, 720 с.
- Сучасний англо-український та українсько-англійський словник (близько 100 000 тис. слів).— 3-тє випр. й доп. вид.— Харків: ВД «Школа», 2005—2011, 752 с. (ґриф Міносвіти і науки України Рекомендовано лист № 14/18.2-1632 від 13.10.03).
- Новий російсько-український політехнічний словник (понад 100 тис. слів).— Харків: «Гриф», 2005, 900 с.
- Новітній анґло-український словник (понад 150 тис. слів).— Харків: «Белкар-книга», 2006, 1072 с.
- Політехнічний російсько-український словник (понад 100 тис. слів).— Електронна версія.— К.: «АББІ Україна», 2006.
- Сучасна ділова мова за професійним спрямуванням (підручник для ВНЗ). — 2-ге вид.— Харків: «Факт», 2006, 496 с.
- Сучасний російсько-український, українсько-російський словник (понад 40 тис. слів).— Харків: КСД, 2007, 480 с.
- Сучасна ділове мовлення (довідкове вид.).— Харків: КСД, 2007, 448 с.
- Практичний словник синонімів української мови.— Харків: ВД «Весна», 2008, 720 с.; 2010, 560 с.
- Сучасний російсько-український словник (близько 160 тис. слів).— Харків: ВД «Школа», 2008, 688с. (ґриф Міносвіти і науки України Рекомендовано лист № 14/18.2-760 від 06.04.05).
- Сучасний український правопис (комплексний довідник). — 10-те випр. й доп. вид.— Харків: ВД «Весна», 2009, 320 с.
- Сучасна українська ділова мова (підручник для ВНЗ).— 9-те випр. й доп. вид. Харків.: ВД «Весна», 2011, 400 с.
- Універсальний довідник: Українська мова. — 5-те випр. вид.— Харків: ВД «Весна», 2009, 416 с.
- Сучасний російсько-український, українсько-російський словник. — 3-тє випр. й доп. вид. (понад 70 тис. слів). —Харків: ВД «Школа», 2010, 688 с., (ґриф Міносвіти і науки України Рекомендовано лист № 14/18.2-760 від 06.04.05).
- Українська мова (універсальний довідник).— 6-те випр. вид .— Харків: ВД «Школа», 2010, 512 с. (ґриф Міносвіти і науки України Рекомендовано лист № 14/18.2-1632 від 13.10.03).
- English-ukrainian ukrainian-english modern dictionary. — 3-тє випр. та доп. вид . (200 тис. слів і словосполук).— Харків: ВД «Школа», 2012, 944с. (ґриф Міносвіти і науки України Рекомендовано лист № 14/18.2-1632 від 13.10.03).
- «Кобзар» Т. Шевченка (задум, упорядкування, коментарі та післяслово).— VII доп. вид. — Харків: ВД «Школа», 2022, 576с. (подарунковий вид.).
- Норми й культура української мови за оновленим правописом — ІІІ доп. і змінений виданок. (навч. посібник для студентів усіх спеціяльностей). К.: "Арій, 2020, 608с.
- Норми й культура української мови — ІV доп. і змінений виданок. (навч. посібник для студентів усіх спеціяльностей). Харків: ВД «Школа», 2023, 544с.
- Відроджений "Кобзар" (задум, упорядкування, коментарі).— VIII вид. — Харків: ВД «Школа», 2023, 352с.

## Публікації
- Культурологічний аспект виховання мовної культури студентської молоді // Мова й культура : Матер. I міжнар. конф; КНУ ім. Т. Шевченка. – 1992. – С. 168.
- Лексикографічний дебют М. Наконечного // Вісник ХНУ ім. В. Каразіна : Серія «Філологія». – № 491. –2000. – С. 28–33.
- Словник – помічник і порадник, а не пастка і зрадник // Вісник Міжнародного слов'янського ун-ту : Серія «Філологічні науки». – № 3. – 2003. – С.18–15.
- Про новий проект українського правопису (суб'єктивні зауваги щодо об'єктивного правописного стану) // Матеріали МНМК «Сучасна україністика: проблеми мови, історії та народознавства». – 2005. – С.178–185.
- Сучасний політехнічний російсько-український словник-довідник // Вісник НУ «Львівська політехніка» : Серія «Проблеми української термінології». – № 620. – 2008. – С. 125–132.
- Новий-старий правопис // Дивослово. – № 2. – 2010. – С. 39–41.
- Що нового в новому правописі? // Матеріали XIV міжн. наук.-практ. конф. з проблем функціювання й розвитку української мови «Мова, суспільство, журналістика»; КНУ ім. Т. Шевченка. – 2010. – C. 25–29
- Нормалізація закінчень іменників чоловічого роду однини ІІ відміни в родовому відмінку // Вісник НУ «Львівська політехніка» : Серія «Проблеми української термінології». – № 676. – 2010. – С. 19–22.
- Дозування академічних новацій. // Матер. XVIII міжн. наук.-практ. конф. з проблем функціювання й розвитку української мови «Мова, суспільство, журналістика»; КНУ ім. Т. Шевченка. – 2012. – C. 63–64.
- Юрій Шерех-Шевельов – патріярх української філології // Матер. XVIII міжн. наук.-практ. конф. з проблем функціювання й розвитку української мови «Мова, суспільство, журналістика»; КНУ ім. Т. Шевченка. – 2013. – C. 10–11.
- Укладання російсько-українського словника застосовної наукової мови відповідно до національних стандартів і українського способу мислення // Проблеми української термінології: зб. наук. пр. ‒ Львів : 2014. ‒ С. 13‒21.
- Знать од Бога і голос той, і ті слова // Ґрегіт : історико-краєзнавчо-туристичний часопис регіонального об'єднання дослідників Гуцульщини та Суспільно-культурного товариства «Гуцульщина» у Львові. – 2015. – № 14–15. – С. 27–30.
- Уживання українських дієприкметників і перекладання російських «причастий» / М. Зубков, В. Моргунюк // Проблеми української термінології: міжнар. наук. конф., 29 верес. — 1 жовт. 2016 р. : зб. наук. пр. ‒ Львів, 2016. ‒ С. 6‒18.
- Наукові революції як змінювання світогляду // Вісник НУ «Львівська політехніка». Серія «Проблеми української термінології». — 2017. — № 869. — С. 109—114.
- Розробляння нової редакції ДСТУ ISO 860 «Термінологічна робота. Гармонізування понять і термінів» / М. Зубков, Р. Микульчик, Р. Мисак // Вісник НУ «Львівська політехніка». Серія «Проблеми української термінології». — 2017. — № 869. — С. 50–53.
- Велет української філології: 17 грудня виповнилось 99 років від уродин Юрія Шереха-Шевельова // Аудиторія. – 20 грудня 2017 – 31 січня 2018. – ч. 40 [3000]. – С. 12–13.
- Унікальні словники — у Львівській політехніці // Аудиторія. — 29 березня 2018 — 4 квітня 2018. — ч. 9 [3009]. — С. 10–11.
- Ознаки перебування в дії її пасивного учасника / М. Зубков, В. Моргунюк, І. Ребезнюк // Проблеми української термінології: міжнар. наук. конф., 4–6 жовт. 2018 р. : зб. наук. пр. ‒ Львів, 2018. ‒ С. 3‒7.
- Мова – зброя стратегічна // Аудиторія. – Ч. I. – 8–14 листопада 2018. – ч. 33 [3033]. – С. 10–11; Ч. II. – 15–21 листопада 2018. – ч. 34 [3034]. – С. 10–11.
- Редагування утямкових текстів відповідно до ДСТУ 3966 та українськомовного способу мислення М. Зубков, В. Моргунюк, І. Ребезнюк. // Проблеми української термінології: зб. наук. праць XVI міжнар. наук. конф. (м. Львів, 1–3 жовт. 2020 р.). Львів, 2020. С. 83‒96.